# Wina serbskie

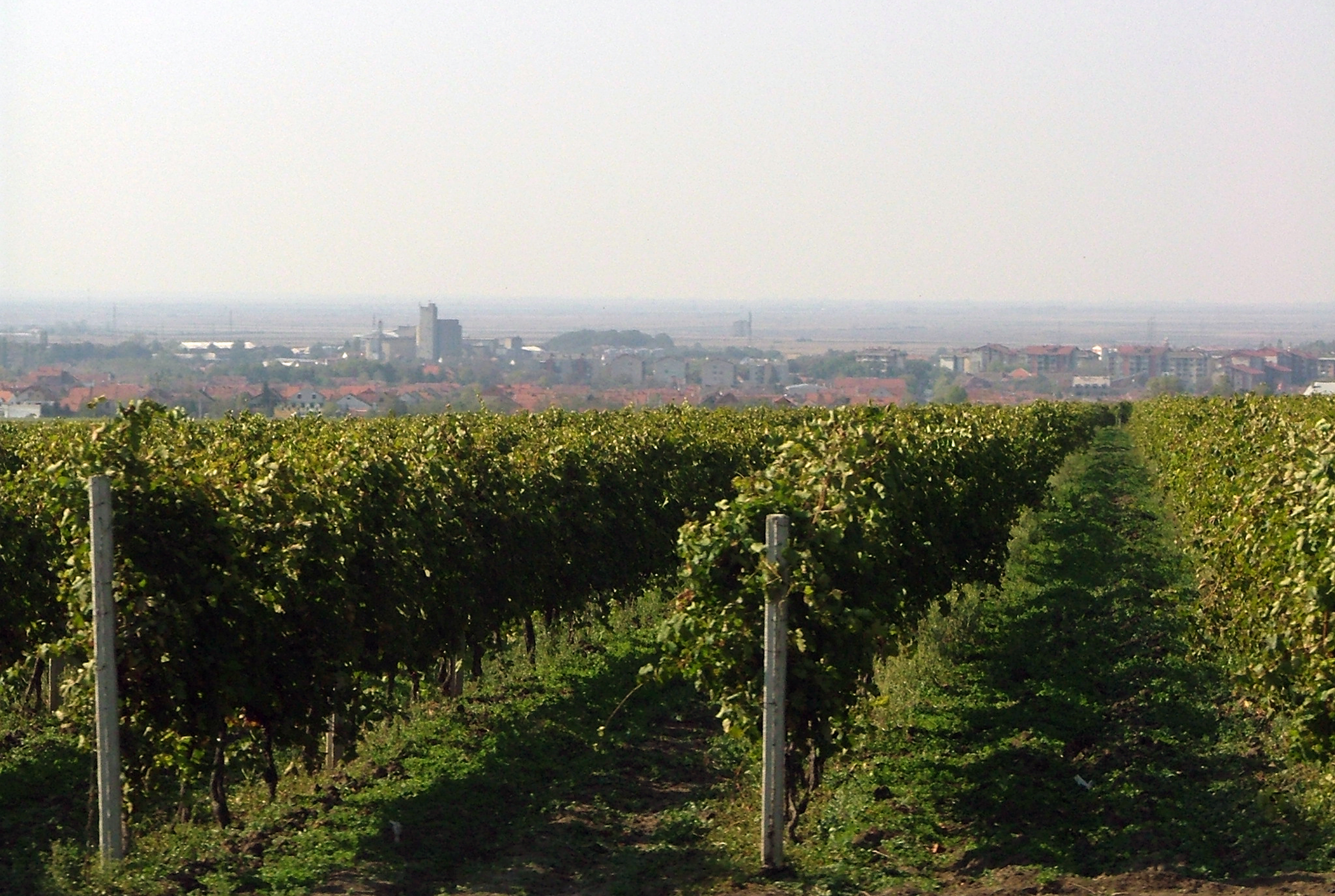
Winnica w okolicy Vršaca

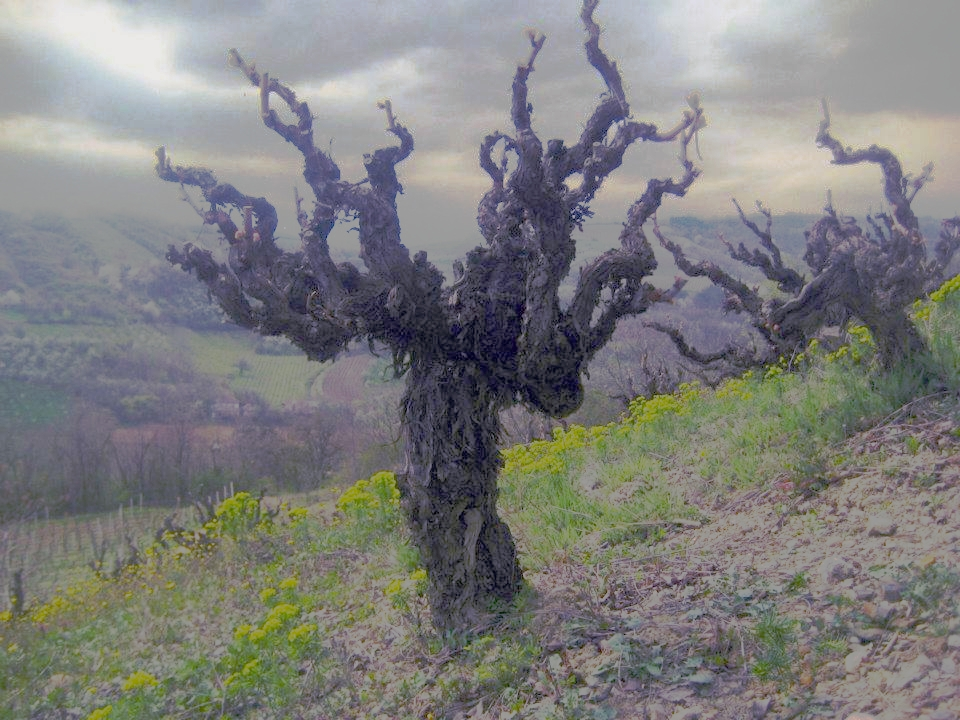
Ponadstuletni krzew odmiany prokupac

Wina serbskie – wina tłoczone na terytorium Serbii. 
Uprawy skupiają się w dolinach dużych rzek: Dunaju i Morawy. Archeolodzy znajdowali liczne dowody na uprawę winorośli na terytorium Serbii już w epoce brązu. Winnice były karczowane w okresie, gdy Serbia wchodziła w skład Imperium Osmańskiego. Później panujący Habsburgowie popierali winiarstwo. Inaczej niż w innych państwach wchodzących w skład byłej Jugosławii, winnice serbskie nie ucierpiały znacząco w działaniach wojennych podczas rozpadu Jugosławii, gdyż walki toczyły się poza Serbią.
Osiem regionów winiarskich skupia ok. 75 000 ha winnic. Historycznie w skład Serbii wchodzi Kosowo, lecz niejasny status polityczny regionu utrudnia klasyfikację. Kosowo było znane z lekkiego wina pod marką Amselfelder (Amselfeld – niemiecka nazwa Kosowego Pola), które w latach 60. było najpopularniejszym winem w Zachodnich Niemczech. Importer zrezygnował z kontraktu dopiero na początku XXI wieku ze względu na problematyczny status regionu.
Ważną rolę odgrywa rodzima odmiana winorośli prokupac, mieszana z pinot noir (crni burgundac) i gamay (pod nazwą gamé). Prokupac prawdopodobnie pochodzi z Serbii i był na jej terenach na pewno uprawiany już w średniowieczu. W Serbii jest podstawową odmianą o ciemnej skórce.
Wysoko oceniane są wina z odmiany sauvignon blanc, zwłaszcza z okolic Kruševaca, a dobrze dostosowane do uprawy w dorzeczu Morawy Południowej są odmiany bordoskie (cabernet sauvignon, merlot). W Wojwodinie, na północy kraju, popularne są odmiany kojarzone z Węgrami, np. ezerjó, kadarka, traminer. O wpływach węgierskich świadczy również popularność słodkich win białych oraz odmiany pinot noir.
Kilkanaście komercyjnie uprawianych odmian winorośli jest wymienianych jako pochodzące z Serbii. W kilku niepewnych przypadkach w grę wchodzą również Rumunia i Węgry.